# نونشوایلر
نونشوایلر (به آلمانی: Nünschweiler) یک شهر در آلمان است که در زودوستپفالتس واقع شده‌است. نونشوایلر ۸۱۹ نفر جمعیت دارد.